# Voice of the Silent
Voice of the Silent è un singolo del cantante svedese John Lundvik, pubblicato il 31 gennaio 2025.

## Promozione

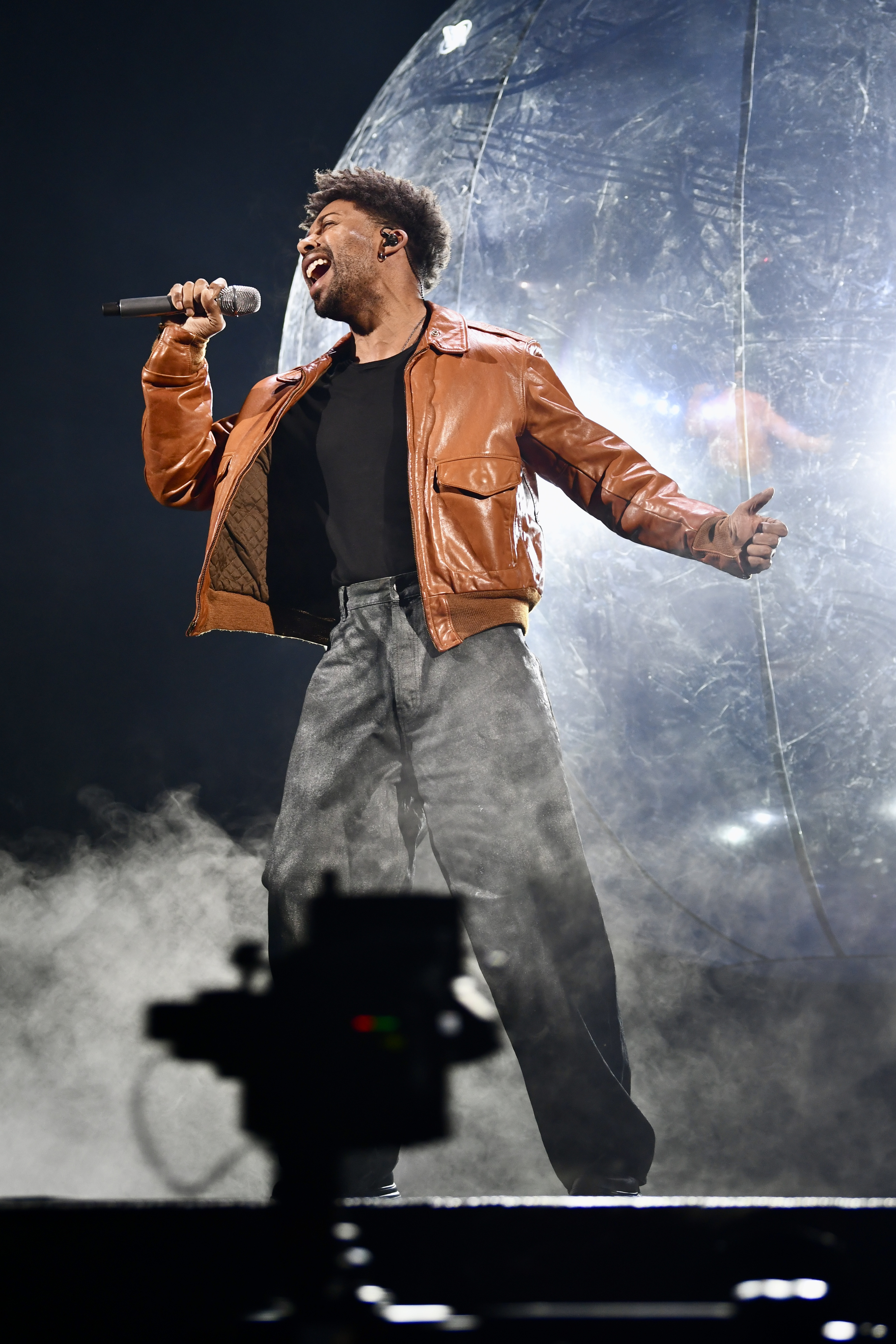
John Lundvik mentre si esibisce sulle note di Voice of the Silent alle prove per il Melodifestivalen, 30 gennaio 2025

Il brano pop è stato registrato in inglese ed è stato inviato all'emittente radiotelevisiva svedese SVT come proposta per il Melodifestivalen, l'evento atto a selezionare il partecipante svedese all'Eurovision Song Contest 2025 a Basilea, in Svizzera.
Il 27 novembre 2024 Voice of the Silent è stato annunciato come uno dei trenta concorrenti alla selezione nazionale; segnando la quarta partecipazione di Lundvik al concorso svedese dopo le edizioni 2018, 2019 (che ha vinto con Too Late for Love) e 2022. Il 1º febbraio 2025, essendo risultato il più votato dal pubblico fra i sette partecipanti alla prima semifinale del Melodifestivalen dov'era in gara, ha avuto accesso diretto alla finale dell'8 marzo, dove si è piazzato al 5º posto su 12 partecipanti con 74 punti totalizzati.

## Tracce
Testi e musiche di Jimmy Jansson, John Hassim Lundvik, Peter Boström e Thomas G:son.
1. Voice of the Silent – 2:49

## Classifiche
| Classifica (2025) | Posizione massima |
| ----------------- | ----------------- |
| Svezia            | 18                |